# حمله ژانویه ۲۰۲۵ به جنوب لبنان
صبح روز ۲۶ ژانویهٔ ۲۰۲۵، غیرنظامیان آواره غیرمسلح لبنانی از روستاهای جنوبی، پس از آنکه نیروهای دفاعی اسرائیل از ترک مناطق اشغالی در جنوب لبنان خودداری کردند، از شمال به خانه‌های خود بازگشتند. نیروهای اسرائیلی طبق آتش‌بس توافق شده با حزب‌الله که ۶۰ روز به طول انجامید، مجبور به ترک مناطق اشغالی شدند. نیروهای اسرائیلی به روی غیرنظامیان آتش گشودند و حداقل ۲۶ نفر را کشته و حدود ۱۴۷ نفر دیگر را زخمی کردند. همچنین تیراندازی به سمت سربازان ارتش لبنان آغاز شد که منجر به کشته شدن یک سرباز و زخمی شدن دیگران شد.
یک روز بعد، نیروهای اسرائیلی دوباره به سوی غیرنظامیان آتش گشودند و دو نفر را کشته و ۱۷ نفر را زخمی کردند.